# 奧林匹克先生

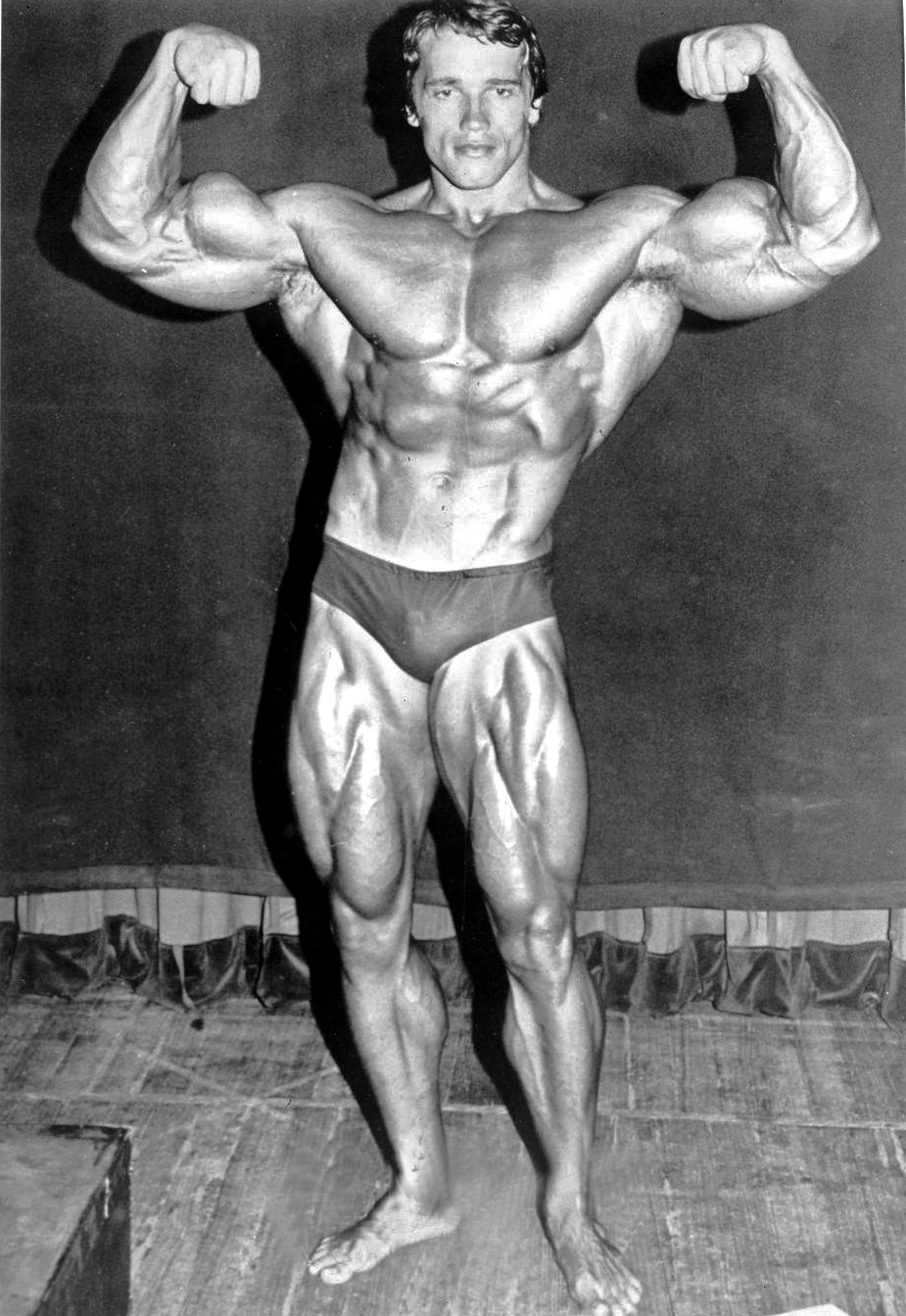
曾7次獲得奧林匹克先生冠軍的阿諾·舒華辛力加（攝於1974年）

奧林匹克先生（英語：Mr. Olympia），是男子健美界的頭銜，授予國際健美總會每年舉辦的奧林匹克先生大賽冠軍。首屆賽事於1965年9月18日在美國紐約布魯克林音樂學院，首兩屆頭銜都由拉里·斯科特蟬聯。獲得冠軍次數最多的是李·哈尼及羅尼·科爾曼，各自於1984-91及1998-2005年間勇奪8次頭銜。
女子健美為奧林匹亞女士（Ms. Olympia）。

## 伸延閱讀
- Wayne, Rick. . New York: St. Martin's Press. 1985: 93, 95, 250, 257. ISBN 0-312-55353-6. OCLC 12107650.